# Lijst van burgemeesters van Berlicum
Dit is een lijst van burgemeesters van de voormalige Nederlandse gemeente Berlicum.
| Ambtsperiode | Naam burgemeester                            | Partij of stroming | Bijzonderheden    |
| ------------ | -------------------------------------------- | ------------------ | ----------------- |
| 1810 - 1815  | Antony Teulings                              |                    |                   |
| 1815 - 1831  | Jacobus Criellaerts                          |                    |                   |
| 1831 - 1833  | Antony Godschalx                             |                    |                   |
| 1834 - 1879  | Lambertus Godschalx                          |                    |                   |
| 1879 - 1905  | Hendrik Christianus Godschalx                |                    |                   |
| 1905 - 1935  | Corstianus Johannes Matthias Godschalx       |                    |                   |
| 1935 - 1946  | Jhr. René Anton van Rijckevorsel (1896-1967) |                    | heer van Berlicum |
| 1946         | Frans Joseph Johan Lodewijk van Lanschot     |                    | waarnemend        |
| 1947 - 1958  | Johannes Marcelus van der Meer               | KVP                |                   |
| 1958 - 1979  | Jaap Maria Bartels                           | KVP                |                   |
| 1979 - 1985  | Johannes Jacobus van Erp                     | KVP / CDA          |                   |
| 1985 - 1993  | Johannes Adrianus Maria van Homelen          | CDA                |                   |
| 1993 - 1995  | Servé Janssen                                | CDA                | waarnemend        |